# Signare
 (juin 2022).

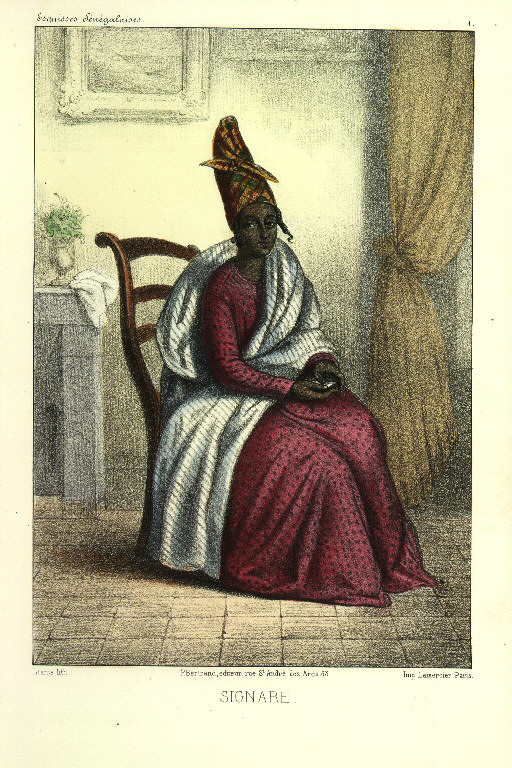
Signare, lithographie publiée dans les Esquisses sénégalaises de l'abbé David Boilat (1853).

Les signares (du portugais senhoras) sont les femmes noires ou métisses de la Petite-Côte du Sénégal (comptoirs de Rufisque, Gorée et Saint-Louis) qui ont acquis plus d'influence en se mariant avec des hommes européens. Elles ont obtenu des atouts individuels, un statut et un pouvoir dans les hiérarchies de la traite négrière atlantique.
Les Signares existaient depuis la fin du XVème siècle dans les comptoirs portugais. 
A Saint-Louis, les règlements de la compagnie interdisaient à ses employés de faire venir leur famille de France : les deux communautés commencèrent à se métisser.

## Histoire

### Origines et évolutions

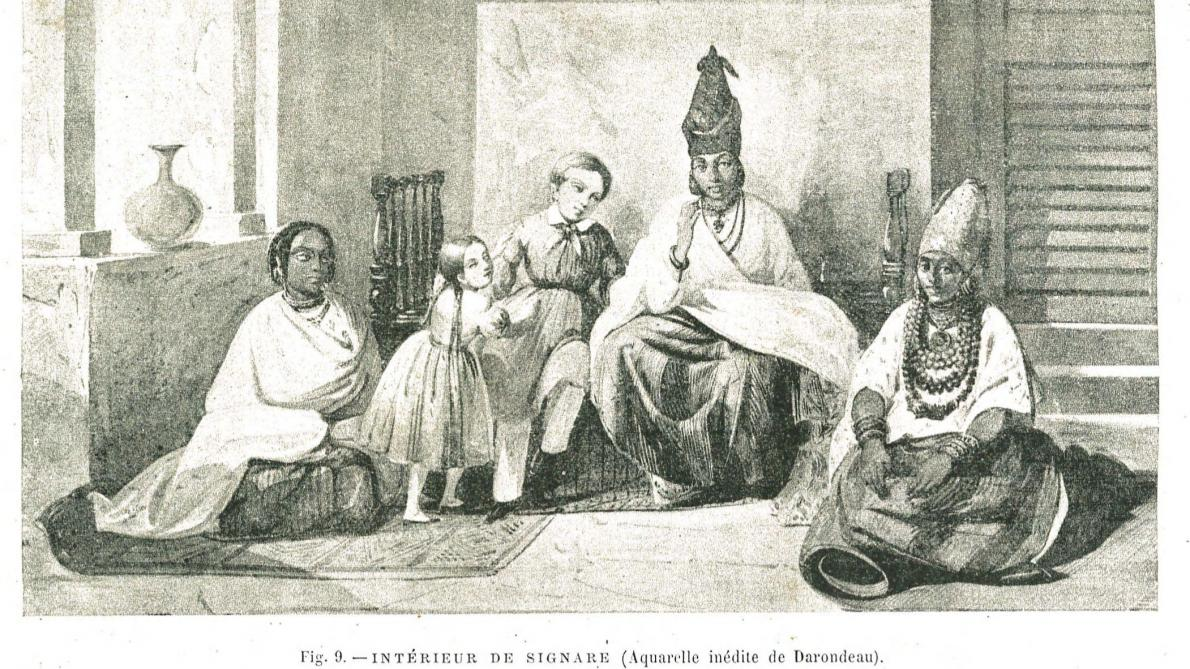
Intérieur de signare, gravure publiée dans la Côte occidentale d'Afrique du colonel Frey (1890).

Cette francisation du mot portugais senhora (dame) désigne à l'origine les femmes africaines qui vivaient en concubinage avec des Européens influents. De ce fait, elles acquièrent un rôle économique et un rang social élevé. Les signares semblent avoir existé depuis la fin du XVe siècle dans les comptoirs portugais sur toute la côte occidentale entre le Sénégal et le cap des Palmes. Le terme s'appliquera ensuite à toute femme retirant une certaine notoriété soit de son métissage, soit de son habileté de commerçante, ou des deux à la fois.
Arrivés à la suite des navigateurs portugais, les lançados s'adaptent au mode de vie africain et engendrent les premières communautés métisses, notamment aux escales de Rufisque, Portudal et Joal. Parmi ces aventuriers, se trouvent des individus en délicatesse avec la justice, et des personnes de confession juive refusant de se convertir au catholicisme.
L'arrivée de la France et de l'Angleterre transforma le Sénégal en zone de guerre ; elle détruisit cette première micro-civilisation féminine de la petite côte, ainsi que le système économique pacifique, qu'elles avaient su développer avec leurs familles wolof et peules et leurs pères portugais (souvent de confession israélite). 
Les signares émigrèrent de la petite côte du Sénégal vers les îles de Gorée et Saint-Louis au début du XVIIIe siècle ; elles voulaient se mettre à l'abri des guerres déclenchées par les Occidentaux entre les rois du Sénégal ; ces guerres avaient pour but d'obtenir des esclaves en échange d'armes à feu, de poudre, de munitions, de verroteries et de pièces d'indienne.
Par la suite, les signares ont dédaigné le simple concubinage et développé, entre le XVIIIe siècle et le XIXe siècle, une pratique de mariages à la mode du pays ; elle ressemble plus à l'application d'un droit coutumier africain ou musulman qu'aux préceptes matrimoniaux français.
Les premières femmes à convoler ainsi viennent en majorité de la communauté des Noirs catholiques affranchis ou des captifs domestiques[réf. nécessaire].
Ces mariages durent habituellement le temps du séjour du mari ; il arrive que la même femme épouse successivement les quatre ou cinq titulaires consécutifs d'une même fonction : elle devient ainsi la « femme de l'emploi ».
Le mari européen apporte des avantages matériels ; il laisse, après son départ maison, des esclaves et un capital à faire fructifier dans le commerce. Ces mariages à durée limitée seront entérinés par les pouvoirs publics, même après l'application du Code civil en 1830.
Ils représentaient environ 15 % du total des unions.
Les signares restaient attachées aux unions endogamiques entre métis (80 % des unions), seules capables de pérenniser leur culture et de préserver le capital accumulé de mère en fille sur plusieurs générations.
Les mariages avec des Occidentaux étaient élitistes ; ils avaient pour objet de construire, en France et en Angleterre, des réseaux d'affaires familiales et de faire bénéficier leur communauté de la protection de leurs parentés occidentales.
Les Signares ne se mariaient donc jamais avec de simples matelots, mais avec des cadres bourgeois ou des gentilshommes, français ou anglais.
Les signares ne sont pas issues du mariage de femmes africaines esclaves avec des Occidentaux, mais d'unions libres entre des Occidentaux et des femmes lébous ou wolofs ; parfois, elle faisaient partie de l'aristocratie locale .
Une des nièces de la reine du Waalo Ndaté Yalla était une signare.

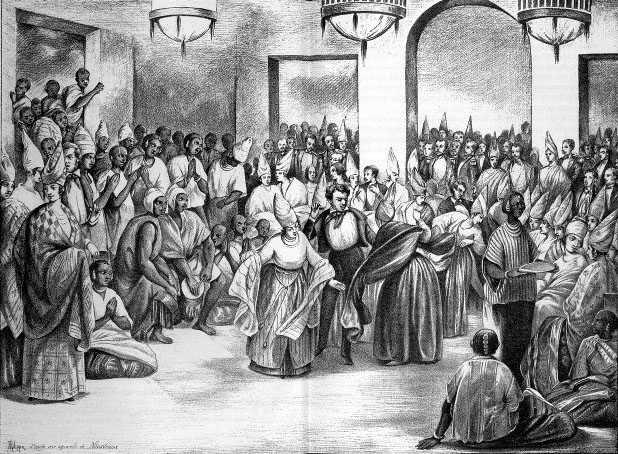
Un bal de signares à Saint-Louis (gravure de 1890).

Les signares réussirent, au cours de différentes périodes, à résister aux gouverneurs et officiers qui contestaient leur pouvoir et leurs privilèges. Grâce à leurs réseaux familiaux, elles arrivaient à atteindre les instances du pouvoir monarchique, en France comme en Angleterre, afin de contrecarrer toute décision déstabilisant leur mode de vie.
Les signares étaient réputées pour leur beauté et leurs richesses[non neutre], qu'elles firent fructifier. Entre coquetterie quotidienne, fêtes dominicales et entretien de suites de captives richement parées (esclaves sauvées de la traite négrière et intégrées aux maisons des signares), elles avaient la réputation de femmes fatales, cultivant à l'extrême la sensualité.

### Culture signare aujourd'hui
Le métissage a été vu négativement dans la fin du XIXe siècle. Ensuite, une vision positive est apparue. Les signares apparaissent même dans les poèmes de Senghor.
Une mode signare s’est affirmée autour de la fabrication de bijoux en or ou de la confection de coiffes et d’étoffes (appelés « pagnes d’apparat » à l’origine), tentant de renouer avec les temps passés ; des « promenades de signares » se déroulent encore : le Festival International de Jazz Saint-Louis (2017) ou la traditionnelle fête du Fanal de la même cité témoignent de leur influence.  Les signares apparaissent comme des personnalités féminines fortes et émancipées.

Lors du fanal, les signares paradent en costume, robes cintrées au-dessus de la taille, bouffantes en dessous, parées de fronces, de voiles et de dentelles, avec la coiffe et le châle assortis. 

### Quelques signares célèbres

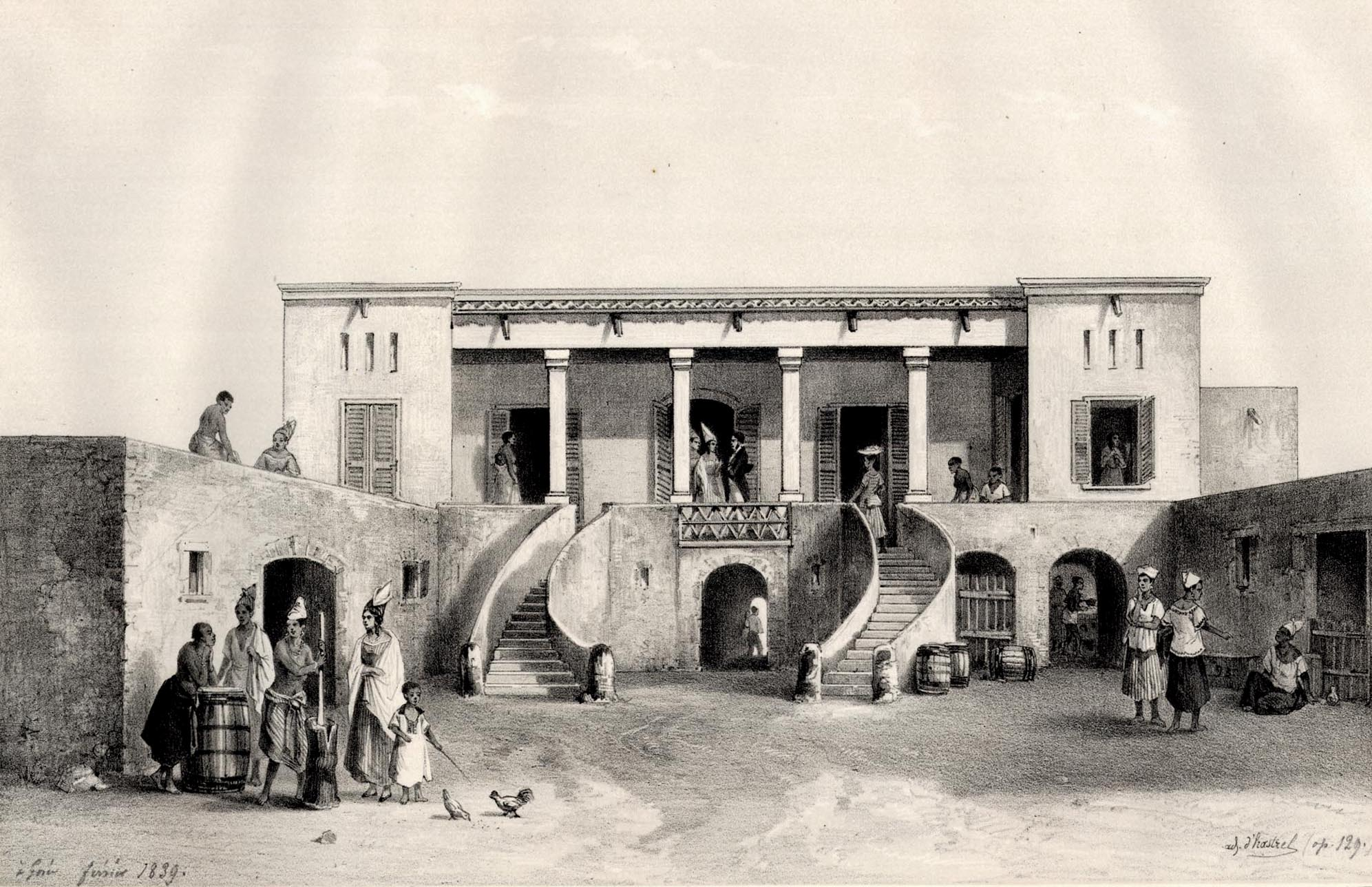
Une habitation à Gorée (maison d'Anna Colas), par Adolphe d'Hastrel, 1839.

Le chevalier Stanislas de Boufflers, gouverneur du Sénégal en 1785, prit pour compagne Anne Pépin. Leur rencontre semble avoir été prévue avant même qu'il ne soit nommé à ce poste. 
Anna Colas Pépin, sa nièce, fille de son frère Nicolas Pépin, négociant (vers 1744-1815) et de la signare Marie-Thérèse Picard (?-1790), possédait l'actuelle Maison des Esclaves (qui n'a jamais contenu d'esclaves de traite). 
Mary de Saint Jean, la fille de celle-ci et de François de Saint-Jean, maire de Gorée de 1849 à 1872 (1778-1874), épousa Barthélémy Durand Valantin, maire de Saint-Louis et député du Sénégal, fils du négociant Barthélémy Valantin (vers 1770-après 1836) et de la signare Rosalie Aussenac, propriétaire (1765-1828), elle-même petite-fille de Pierre Aussenac de Carcassonne, conseiller de la Compagnie des Indes à Gorée (1701-1754) et de la signare Catherine (Caty) Louët (ou Louette), commerçante (1713-après 1776). 
Anne Pépin a été mairée au chevalier de Boufflers et au négociant Bernard Jeune Dupuy. Elle était la fille de Jean Pépin, chirurgien de la Marine, et de la signare Catherine Caty Baudet, née en 1701 à Gorée. Caty Louët était la fille de Nicolas Louët, commis de la Compagnie des Indes, et de Caty de Rufisque, « gouvernante » de Rufisque vers 1664 à 1697 ; celle-ci, la toute première signare mentionnée dans les chroniques, peut être une fusion de plusieurs femmes ayant exercé des fonctions voisines.
Victoria Albis est une autre célèbre signare du  XVIIIe siècle ; elle fut propriétaire de la maison Victoria Albis-Angrand, qui fut rachetée plus tard par la famille métisse Angrand ; sa parenté avec les différents Albis existant aujourd'hui est inconnue.
La signare Marie Montey (vers 1776-1819), épouse de l'enseigne de vaisseau Pierre Boillat, est moins connue que son fils : l'abbé David Boilat (1814-1901). Rien n'est connu sur les mères des deux prêtres métis qui ont étudié avec celui-ci, Jean-Pierre Moussa (1815-1860) et Arsène Fridoil (1815-1852), dont le père était un militaire anglais.
La signare Marie John (1814-1846) fut la mère de l'épouse du géographe Élisée Reclus (Clarisse Brian).

### Leurs maris et leur descendance
Xavier Ricou, auteur du site Sénégalmétis, est, par sa mère, descendant de Benjamin Jean François Crespin (négociant, employé au bureau civil de la Marine, né le 10 décembre 1769 à La Rochelle (17), et mort le 7 avril 1811 à Saint-Louis) et de la signare Catherine Caty Wilcock (vers 1765-1831).
Jean-Jacques L'Aîné Alin dit L'Antillais (1776-1849), né au Lamentin en Martinique et mort à Saint-Louis, fut maire de Saint-Louis de 1828 à 1848. Il épousa la signare Marie Bénis (1793-après 1860) ; leur fille Charlotte Alin (1813-1898) épousa Joseph Dio Crespin (1806-v. 1856), fils du couple cité plus haut, propriétaire et traitant à Saint-Louis ; le fils de ceux-ci, Jean-Jacques Alin Crespin (1837-1895), maire de Saint-Louis de 1890 à 1895, et sa première épouse métisse Hannah Isaacs (1813-1911) sont les arrière-grands-parents de Marie-José Crespin, la mère de Xavier Ricou.
Jean-Luc Angrand, auteur de Céleste ou le temps des Signares, est un petit-neveu d'Armand-Pierre Angrand (1892-1964), maire de Gorée et de Dakar en 1934, et un arrière-petit-fils de Mathilde Faye, née à Bathurst (aujourd'hui Banjul) en Gambie et de Léopold Angrand (1859-1906), commerçant et adjoint au maire de Gorée en 1890, lui-même fils du représentant de commerce Pierre Jacques Angrand (1819-1901) et d'Hélène de Saint-Jean, demi-sœur de Mary de Saint Jean et arrière-petite-fille de la signare Catherine Caty Baudet ; cette dernière étant également la mère d'Anne Pépin, la grand-mère d'Anna Colas Pépin et, par deux voies différentes, l'arrière-grand-mère de Mary de Saint Jean.

### Tenue et coiffe des signares

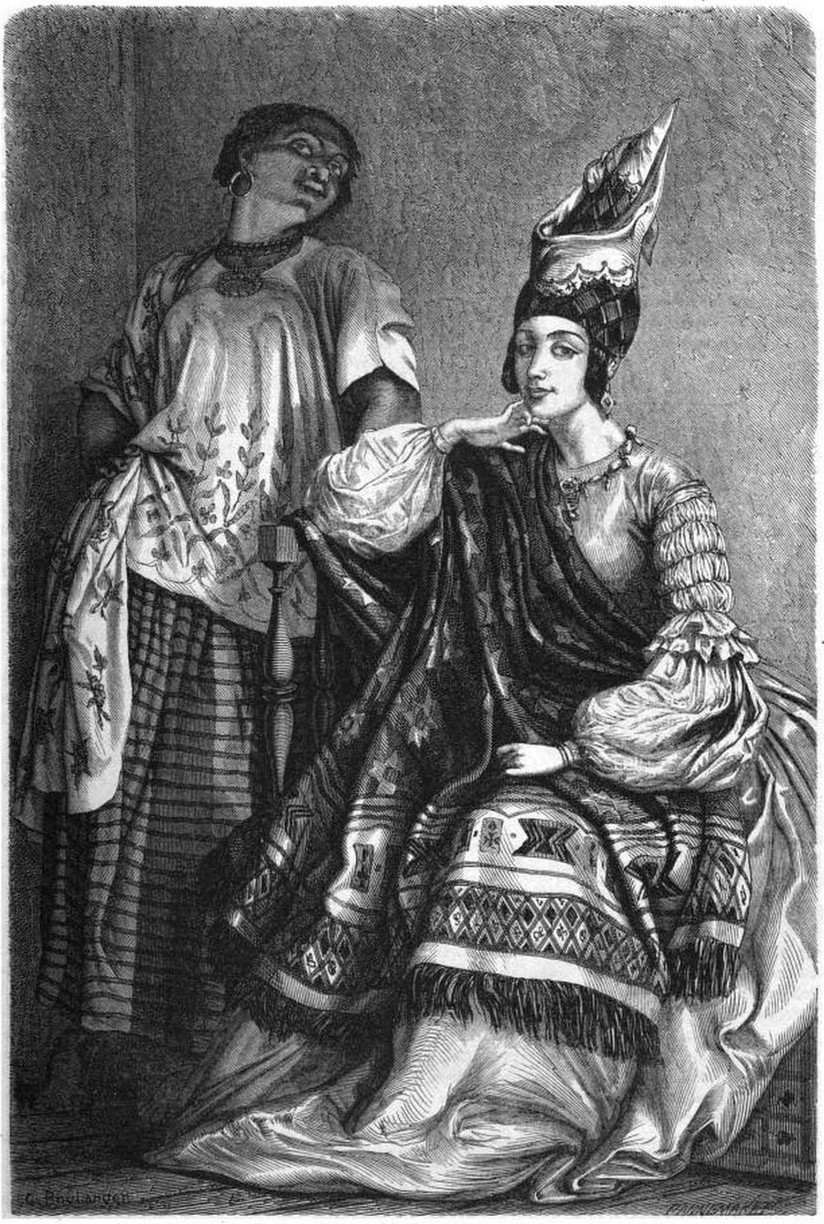
Signare et négresses de Saint-Louis en toilette, par Gustave Boulanger, 1861.

La coiffe des signare, appelée mdioumble, était portée au XVIIIe siècle à Gorée et Saint-Louis. Inspirée de la tiare papale, cette haute coiffe conique symbolise leur fortune, leur rang social et leur ralliement au christianisme. La coiffe signare est le fruit d'un métissage de style entre l'occident et l'Afrique.
Les signares commandaient régulièrement des produits textiles venus des filatures de Rennes, des parfums des maîtres gantiers parfumeurs parisiens, des perruques de Paris, des produits d'art de la table, des robes à la mode de Versailles, des meubles… Des produits venus d'autres pays étaient aussi prisés par les signares, comme les teintures pour cheveux de Venise, les chaussures du Maroc, les foulards et madras des Indes, qu'elles achètaient directement aux commandants des navires de passage.

### Film documentaire
- 1994 : Gorée, l'île des signares (Abdoulaye Camara, Florence Morillères, France, Neyrac Films, 26 min)